# Max de Rieux
Max de Rieux (5 de marzo de 1901 - 10 de marzo de 1963) fue un director y actor teatral y cinematográfico de nacionalidad francesa. Fue director, entre otras películas, de La Cousine Bette (1927), pero gran parte de su carrera la dedicó a la puesta en escena de óperas. 

## Biografía
Su verdadero nombre era Max Ernest Gautier, y nació en París, Francia. Fue director de escena en el Teatro Nacional de la Opéra-Comique entre 1938 y 1945, haciendo esa función en la Ópera de París desde 1946 a 1957.
Dirigió numerosas grabaciones operísticas del sello musical Decca, y fue también director del festival Chorégies d'Orange.
De Rieux fue el primero en utilizar en Francia el playback para la difusión de ópera en la televisión (ORTF, 29 de abril de 1952). Unos años más tarde dio el título de "Play Bach" a interpretaciones en estilo jazz de obras de Bach tocadas por el gran pianista Jacques Loussier, que Max de Rieux descubrió, colaborando en la dirección artística de los discos con Daniel Filipacchi.
Además, fue un coleccionista y bibliófilo. Estuvo casado con la cantante Éliane de Creus, a la que había conocido en el Conservatorio.
Max de Rieux falleció en Fréjus, Francia, en 1963, a causa de un accidente de tráfico ocurrido cuando volvía de adquirir la casa de su amigo Francis Poulenc (1899-1963).

## Filmografía
Actor
- 1923 : Le Petit Chose, de André Hugon
- 1924 : Les Grands, de Henri Fescourt
- 1925 : Comment j'ai tué mon enfant, de Alexandre Ryder
- 1925 : Jack, de Robert Saidreau
- 1962 : La Croix des vivants, de Yvan Govar
- 1962 : Le Voyage à Biarritz, de Gilles Grangier
- 1962 : Le Glaive et la balance, de André Cayatte
- 1962 : Que personne ne sorte, de Yvan Govar

Director
- 1926 : La Grande Amie
- 1928 : Embrassez-moi, codirigida con Robert Saidreau
- 1928 : J'ai l'noir ou le Suicide de Dranem
- 1931 : Une histoire entre mille
- 1932 : Gisèle and Partner
- 1934 : Les Deux mousquetaires de Nini

Guionista y director
- 1927 : La Cousine Bette

Guionista
- 1928 : J'ai l'noir ou le Suicide, de Dranem (1928)